# Begin Again (album de Norah Jones)
Pour les articles homonymes, voir Begin Again.
Albums de Norah Jones
Live at Ronnie Scott's
(2018) Pick Me Up Off the Floor
(2020)
Begin Again est un album-compilation de la chanteuse américaine Norah Jones, sorti le 12 avril 2019 chez Blue Note Records. 
L'album compile des singles de Norah Jones sortis entre 2018 et 2019 ainsi que des collaborations avec Jeff Tweedy et Thomas Bartlett,. La chanteuse avait prévu une tournée en Australie et aux États-Unis pour promouvoir l'album, mais celle-ci a été abandonnée en raison de la pandémie de Covid-19.

## Contexte
Norah Jones déclare à propos de l'album qu'elle voulait enregistrer des choses différentes, en particulier des chansons « rapides, amusantes, faciles et sans pression », y compris des collaborations avec des musiciens qui n'ont pas pris plus de trois jours en studio. Elle ne voulait pas planifier à l'avance, à part des idées enregistrées sur des mémos vocaux, mais « créer dans l'instant ».

## Accueil critique
Begin Again a un score de 70 sur 100 sur Metacritic, basé sur 5 critiques. Sur le blogue musical Idolator, Mike Wass qualifie les musiciens impliqués dans l'album et le résultat final d'« éclectiques », concluant que « les chansons qui en résultent sont parmi les plus inventives de sa carrière ». 
Le journaliste Gabriel Fine écrit dans sa critique de l'album pour Consequence of Sound qu'« il y a quelque chose d'exaltant et de libre dans les chansons de Begin Again. Elles résistent à la catégorisation simple et sont expérimentales dans le sens où elles incarnent une confluence sans complexe des nombreuses inspirations musicales de Jones », et voit qu'« une grande partie de la propulsion sur le disque vient du personnel de Jones, qu'elle réussit à mettre brillamment en valeur sans perdre les rênes de sa créativité ».

## Liste des titres
| 1.    | My Heart Is Full    | Norah Jones, Thomas Bartlett                      | Bartlett | 3:06 |
| 2.    | Begin Again         | Norah Jones, Emily Fiskio                         | Jones    | 3:50 |
| 3.    | It Was You          | Jones                                             | Jones    | 5:30 |
| 4.    | A Song with No Name | Jones, Jeff Tweedy                                | Tweedy   | 4:03 |
| 5.    | Uh Oh               | Jones, Bartlett                                   | Bartlett | 3:36 |
| 6.    | Wintertime          | Jones, Tweedy                                     | Tweedy   | 3:48 |
| 7.    | Just a Little Bit   | Jones, Sarah Oda, Brian Blade, Christopher Thomas | Jones    | 5:02 |
| 28:53 |                     |                                                   |          |      |

## Crédits
Musiciens
- Norah Jones - chant, piano (tracks 2-7), guitare acoustique et célesta (4), piano électrique Rhodes et batterie (5), orgue électrique (7)
- Thomas Bartlett - claviers, piano et synthétiseur OP-1 (1, 5), programmation de batterie (5)
- Jeff Tweedy - guitare électrique (4, 6), guitare acoustique (4), basse électrique (6)
- Pete Remm - orgue Hammond B3 (2, 3)
- Christopher Thomas - basse (2, 3, 7)
- Brian Blade - batterie (2, 3, 7)
- Leon Michels (en) - saxophone ténor (3, 7)
- Dave Guy - trompette (3, 7)
- Spencer Tweedy - batterie (6)

Technical
- Thomas Bartlett - enregistrement (1, 5)
- Patrick Dillett (en) - enregistrement (2, 3, 7), mixage (1, 5, 7)
- Andy Taub et Jens Jungkurth - enregistrement (3)
- James Yost - assistant de l'enregistrement (2, 3, 7)
- Genevieve Nelson - assistant de l'enregistrement (3)
- Tom Schick - enregistrement et mixage (4, 6)
- Mark Greenberg - assistant de l'enregistrement (4, 6)
- Homer Steinweiss - enregistrement des cuivres (7)
- Tom Elmhirst (en) - mixage (2, 3)
- Brandon Bost - ingénieur du mixage (2, 3)
- Chris Gehringer (en) - mastérisation
- Will Quinnell - assistant mastérisation
- Frank Harkins - direction artistique, conception
- Clay Patrick McBride - photographie

## Classements
| Classement (2019)                  | Meilleure position |
| ---------------------------------- | ------------------ |
| Allemagne (Media Control AG)       | 35                 |
| Australie (ARIA)                   | 14                 |
| Autriche (Ö3 Austria Top 40)       | 31                 |
| Belgique (Flandre Ultratop)        | 29                 |
| Belgique (Wallonie Ultratop)       | 25                 |
| Corée du Sud (Gaon)                | 84                 |
| Écosse (OCC)                       | 50                 |
| Espagne (Promusicae)               | 30                 |
| États-Unis (Billboard 200)         | 164                |
| États-Unis (Tastemaker Albums)     | 20                 |
| France (SNEP)                      | 42                 |
| Hongrie (Mahasz)                   | 34                 |
| Japon (Billboard Japan Hot Albums) | 28                 |
| Japon (Oricon)                     | 18                 |
| Nouvelle-Zélande (RIANZ)           | 21                 |
| Pays-Bas (Mega Album Top 100)      | 50                 |
| Pologne (ZPAV)                     | 47                 |
| Portugal (AFP)                     | 21                 |
| Suisse (Schweizer Hitparade)       | 11                 |
| Tchéquie (ČNS IFPI)                | 51                 |